# راسل تارگ
راسل تارگ (به انگلیسی: Russel Targ) متولد ۱۹۳۴ شیکاگو، ایلینوی، فیزیکدان و محقق آمریکایی فراروان‌شناسی و علوم غیر متعارف است.
تارگ دارای دکترای فیزیک دانشگاه کلمبیا است. او نهایتاً در سال ۱۹۹۷ از بخش مدیریت تحقیقات لاکهید مارتین بازنشسته گردید.

## آثار
تارگ از نخستین محققان توسعه سیستم‌های لیزری بود، بطوریکه نوسانگر پلاسما در فرکانس امواج میکروموج (به انگلیسی: tunable plasma oscillator at microwave frequencies) اختراع اوست. او همچنین چندین جایزه از آزمایشگاه بل و ناسا نیز دریافت کرد. تارگ همچنین برای سازمان سیا و سایر سازمان‌های اطلاعاتی آمریکا، به همراه هل پوتاف پژوهش‌هایی انجام داد که برخی از نتایج آن در نشریات معتبر به چاپ رسیدند. شهرت وی در زمان همین تحقیقات در مؤسسه SRI دانشگاه استنفورد گسترش یافت. مهم‌ترین آثار او عبارتند از:
تألیفات
- Russell Targ, Limitless Mind: A Guide to Remote Viewing and Transformation of Consciousness

تألیفات مشترک
- End of Suffering: Fearless Living in Troubled Times (with Dr. J.J. Hurtak)
- Mind Reach: Scientists Look at Psychic Abilities (with Dr. Harold Puthoff)
- The Mind Race: Understanding and Using Psychic Abilities (with Dr. Keith Harary)
- Miracles of Mind: Remote Viewing and Spiritual Healing (with Dr. Jane Katra)
- The Heart of the Mind: How to Experience God Without Belief (with Dr. Jane Katra)

در زمینه علوم لیزری
- Russell Targ and Lawrence Ames, "Lidar wind sensing at cruise altitude for flight-level optimization," Proc. SPIE Aerosense-96, Orlando FL, April 8-12, 1996.
- Russell Targ, Roland Bowles, Michael Kavaya, and R. Milton Huffaker, "Coherent Lidar Airborne Windshear Sensor: Performance Evaluation," APPLIED OPTICS, 20 May 1991.
- Russell Targ, Bruce C. Steakley, James G. Hawley, Paul Forney, Robert G. Otto, Philip Brockman, and Sarah R. Harrell, "Coherent lidar airborne wind sensor II: flight test results at 2 µm and 10 µm," APPLIED OPTICS, 20 December 1996.

در زمینه حس ششم
- Targ, R. and Puthoff, H. (1975) “Information transfer under conditions of sensory shielding.” Nature, 251, 602-607.
- Puthoff, H.E. & Targ, R. (March, 1976). “A Perceptual Channel for Information Transfer over kilometer distances: Historical perspective and recent research.” Proc. IEEE, Vol. 64, no. 3, March, pp. 329–354;